# M (postać)
M – fikcyjna postać, szef brytyjskiego wywiadu (MI6), zwierzchnik Jamesa Bonda. Pseudonim „M” został prawdopodobnie zaczerpnięty od imienia pierwszego rzeczywistego szefa MI6, Mansfielda Smitha-Cumminga.
Zarówno w książkach, jak i w filmach wszystkim postaciom noszącym przydomek M pomaga panna Moneypenny (osobista sekretarka) i Bill Tanner (szef sztabu).
Postać M pojawiła się również w filmie Liga niezwykłych dżentelmenów, grana przez Richarda Roxburgha. Jest to jak dotąd jedyny film, w którym głównym bohaterem nie jest James Bond, a w którym pojawiła się ta postać.

## Aktorzy

### Bernard Lee
Bernard Lee wsławił się właśnie rolą M, odgrywając ją aż przez 17 lat, w 11 filmach o Bondzie. Postać M ukazywana przez Lee to admirał sir Miles Messervy, który wykazywał się oschłością i obojętnością wobec Bonda, przybierając typowo władczy styl zarządzania MI6.

#### Filmy
- Doktor No (1962)
- Pozdrowienia z Rosji (1963)
- Goldfinger (1964)
- Operacja Piorun (1965)
- Żyje się tylko dwa razy (1967)
- W tajnej służbie Jej Królewskiej Mości (1969)
- Diamenty są wieczne (1971)
- Żyj i pozwól umrzeć (1973)
- Człowiek ze złotym pistoletem (1974)
- Szpieg, który mnie kochał (1977)
- Moonraker (1979)

### Robert Brown
Po śmierci Bernarda Lee w 1981 roku producenci postanowili obsadzić w roli M innego Brytyjczyka, Roberta Browna. Grał on tę postać (admirała Hargreavesa) przez 6 lat, w 4 filmach. Wykazuje inną postawę niż M grany przez Lee, nadając bohaterowi odrobinę humoru.

#### Filmy
- Ośmiorniczka (1983)
- Zabójczy widok (1985)
- W obliczu śmierci (1987)
- Licencja na zabijanie (1989)

### Judi Dench
Przydzielenie roli M kobiecie, brytyjskiej aktorce Judi Dench, wywołało bardzo wiele kontrowersji i wątpliwości wśród fanów Jamesa Bonda. Postać M grana przez nią jest bez wątpienia najłagodniejsza w stosunku do 007. Pomimo iż zdarza jej się wymienić uwagi z agentem, potrafi go także pochwalić. W pierwszym filmie, GoldenEye, nazywa Bonda „seksistowskim, mizoginistycznym dinozaurem, reliktem epoki zimnej wojny”. Często nazywają ją Mama lub Emma.

#### Filmy
- GoldenEye (1995)
- Jutro nie umiera nigdy (1997)
- Świat to za mało (1999)
- Śmierć nadejdzie jutro (2002)
- Casino Royale (2006)
- 007 Quantum of Solace (2008)
- Skyfall (2012)

### Ralph Fiennes
Ralph Fiennes pojawia się w filmie Skyfall, jako przewodniczący Komitetu ds. Wywiadu i Bezpieczeństwa Gareth Mallory. W filmie dowiadujemy się, że jest byłym oficerem SAS, który spędził 3 miesiące w niewoli IRA. Po śmierci Emmy przejmuje funkcję M. Początkowo darzy Bonda ograniczonym zaufaniem,  jednak ostatecznie pomaga agentowi 007 w powstrzymaniu planów organizacji WIDMO w filmie Spectre. Dodatkowo w tym samym filmie toczy konflikt polityczny dotyczący przyszłości MI6 i sekcji 00 z C - szefem Połączonych Wywiadów, który dąży do powołania globalnej organizacji wywiadowczej o nazwie Komisja 9 Oczu, wchłonięcia MI6 i likwidacji sekcji 00.

#### Filmy
- Skyfall (2012)
- Spectre (2015)
- Nie czas umierać (2021)[1]